# 49 Herculis
49 Herculis, eller V823 Herculis, är en roterande variabel av Alfa2 Canum Venaticorum-typ (ACV) i Herkules stjärnbild.
Stjärnan har ultraviolett magnitud +6,4 och varierar med 0,03 magnituder och en period av 0,93664 dygn eller 22,479 timmar.